# Euxoa dichagyroides
Euxoa dichagyroides là một loài bướm đêm trong họ Noctuidae.